# Cleora betularia
Cleora betularia är en fjärilsart som beskrevs av W. Warren 1897. Cleora betularia ingår i släktet Cleora och familjen mätare. Inga underarter finns listade i Catalogue of Life.